# Philharmonisches Staatsorchester Hamburg

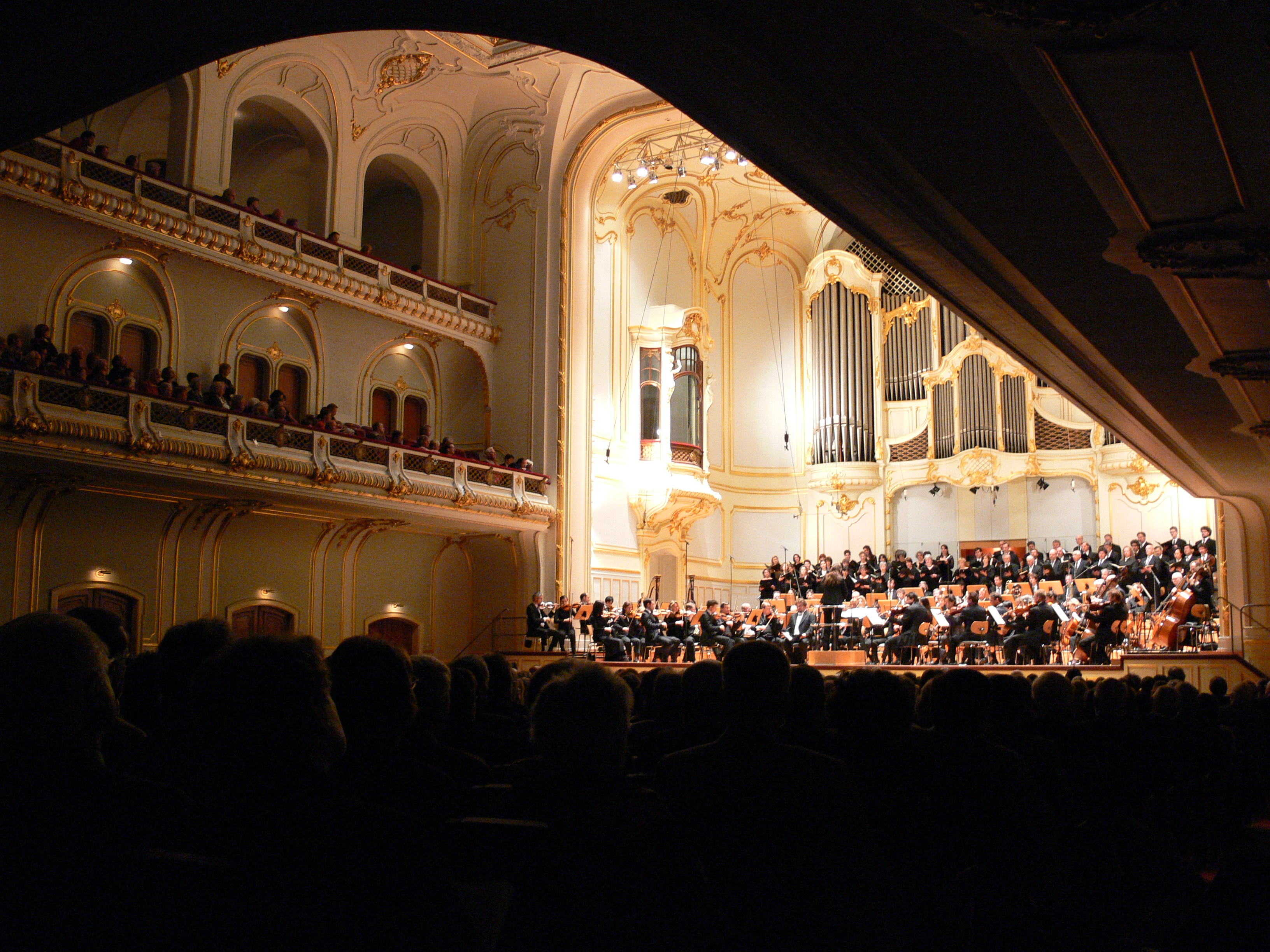
Die Philharmoniker Hamburg im Großen Saal der Laeiszhalle (Musikhalle Hamburg)

Das Philharmonische Staatsorchester Hamburg ist das Orchester der Hansestadt Hamburg und spielt sowohl Konzerte in der Elbphilharmonie als auch Opern- und Ballettaufführungen in der Hamburgischen Staatsoper. Chefdirigent und Hamburgischer Generalmusikdirektor ist der amerikanische Dirigent Kent Nagano.

## Geschichte
Ihre Gründung datieren die Philharmoniker auf den 9. November 1828 (Gründung der Philharmonischen Gesellschaft, „Verein zur Aufführung von Winterkonzerten“). 1896 folgte die Gründung des „Vereins Hamburgischer Musikfreunde“ mit dem Ziel, mit staatlicher Unterstützung Mittel für ein saisonunabhängiges, ständiges Hamburger Sinfonieorchester bereitzustellen. Die „Philharmonische Gesellschaft“ nutzte in den ersten Jahren ihres Bestehens den „Apollo-Saal“ in der Drehbahn 3–5 für ihre Konzerte (nahe der heutigen Staatsoper). Nach dem Hamburger Brand 1842 traten die Musiker in der Tonhalle am Neuen Wall auf, ab 1855 in dem Wörmerschen Saal des Conventgarten auf. Josef Sittard berichtet in seiner „Geschichte des Musik- und Concertwesens in Hamburg…“ (1890), dass Clara Schumann, die als „ein Liebling der Hamburger“ galt, in der Zeit von 1835 bis 1881 in den Philharmonischen Konzerten neunzehn Mal auftrat, d. h. bereits als Sechzehnjährige. 1908 spielte das Orchester ein Festkonzert zur Einweihung der „Musikhalle“, der heutigen Laeiszhalle. 1934 wurde das Orchester, nachdem Chefdirigent Karl Muck nach seinem letzten Konzert am 19. Mai 1933 in den Ruhestand getreten war, mit dem Hamburger Opernorchester zum „Philharmonischen Staatsorchester“ fusioniert; die Leitung übernahm Eugen Jochum (bis 1949).

## Bemerkenswerte Konzerte
- Deutsche Erstaufführung der 5. Sinfonie von Tschaikowski unter der Leitung des Komponisten. Tschaikowski widmete das Werk dem Vorstand der Philharmonischen Gesellschaft Theodor Avé-Lallemant (1889)
- Gustav Mahler dirigiert die Hamburgische Erstaufführung seiner 5. Sinfonie (1905)
- Das erste Auftreten des Pianisten Walter Gieseking und des zwölfjährigen Yehudi Menuhin in Deutschland. Sergej Prokofjew und Igor Strawinsky gastieren am Pult der Philharmonie (1922)
- Ein einzigartiges Zusammentreffen zweier Berühmtheiten der klassischen Musik gab es im April 1973 in der Hamburger Musikhalle: Carlos Kleiber dirigierte das Philharmonische Staatsorchester in Beethovens 5. Klavierkonzert mit Arturo Benedetti Michelangeli am Flügel.
- Uraufführung von Jörg Widmanns Oratorium ARCHE am 13. Januar 2017 in der Elbphilharmonie anlässlich des Elbphilharmonie-Eröffnungsfestivals

## Chefdirigenten
- Max Fiedler (1904–1908)
- Siegmund von Hausegger und Gerhard von Keußler (1910–1920)[2]
- Karl Muck (1922–1934)
- Eugen Jochum (1934–1949)
- Joseph Keilberth (1951–1961)
- Wolfgang Sawallisch (1961–1973 – Ehrendirigent seit 2004[3][4] und seit dem letzten Konzert als GMD am 28. Mai 1973 Ehrenmitglied des Orchesters)[5]
- Horst Stein (1973–1976)
- Aldo Ceccato (1976–1982)
- Hans Zender (1984–1988)
- Gerd Albrecht (1988–1997)
- Ingo Metzmacher (1997–2005)
- Simone Young (2005–2015)
- Kent Nagano (seit 2015)

2025 soll Omer Meir Wellber Nachfolger von Nagano werden.